# Sułkowice
Pour les articles homonymes, voir Sułkowice (homonymie).
Sułkowice est une ville dans le Sud de la Pologne, située dans la voïvodie de Petite-Pologne (depuis 1999), précédemment dans la voïvodie de Cracovie (1975 - 1998). L'actuel maire de Sulkowice est Piotr Pulka, élu en 2006.

## Géographie

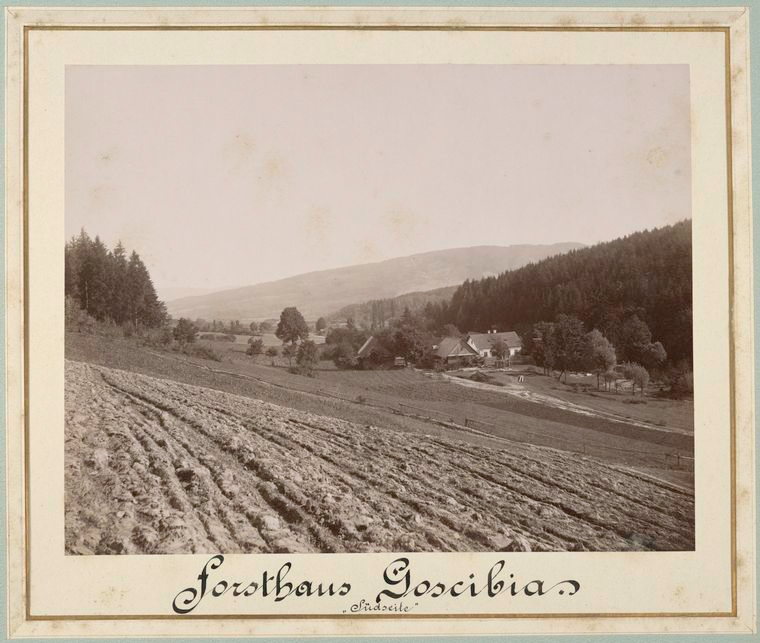
Paysage de Sułkowice en 1897.

### Localisation
La commune est située à 25 km de Cracovie, entre les communes de Wadowice et Wieliczka (où se trouvent des mines de sel), non loin d'Auschwitz dans une région appelée « La petite Pologne ».

### Topographie
Sułkowice se situe dans une région vallonnée et forestière dont des ifs inscrit au Patrimoine mondial de l'UNESCO depuis 1934.

## Histoire
La ville est connue pour son important passé sidérurgique, elle est située à une trentaine de kilomètres du bassin houiller de Sosnowiec. Entre le XVIe siècle et le XVIIe siècle, Sułkowice comptait environ mille forgerons. Un musée et un monument leur rendent hommage. La principale usine est créée à la fin du XIXe siècle et employait 1 200 ouvriers dans les années 1970.

## Héraldique
|  | Sułkowice possède des armoiries dont l'origine et le blasonnement exact ne sont pas disponibles. |

## Jumelage

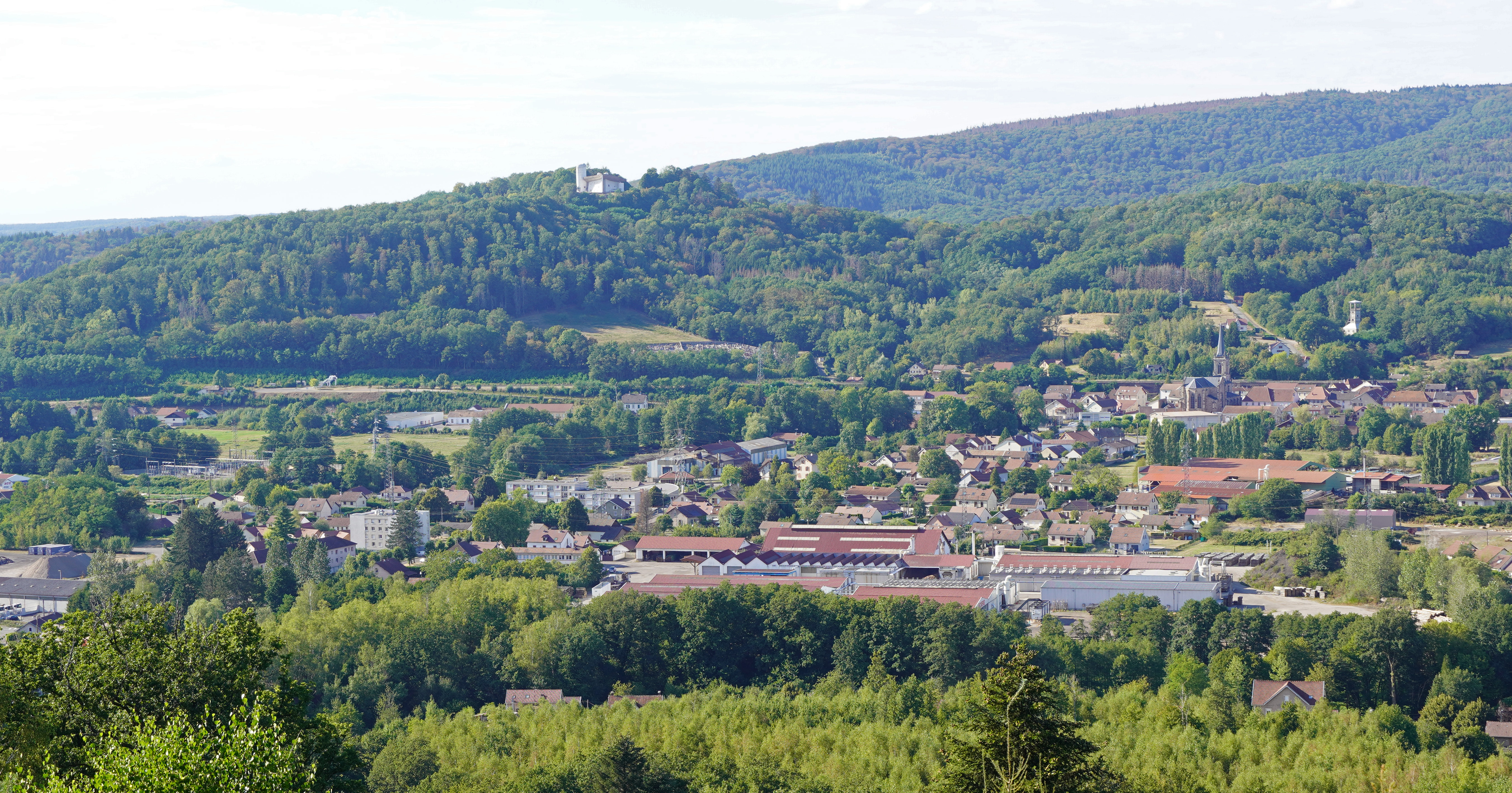
Vue de Ronchamp.

La ville de Sułkowice est jumelée avec la ville française de Ronchamp depuis 2003.
Une fête est organisée en l'honneur des familles polonaises de Ronchamp du 14 au 16 septembre 2001 en partenariat avec la ville de Sułkowice. Au cours des années suivantes, plusieurs voyages sont organisés entre les deux communes. Leur jumelage est officialisé le 21 septembre 2003 lorsque les deux maires, Raymond Massinger et Joseph Mardaus, signent un parchemin.

## Sport
Plusieurs associations sportives existent à Sułkowice, dont un club de football évoluant en cinquième division (niveau régional) et un club de handball féminin évoluant à l'international.

## Culture et patrimoine

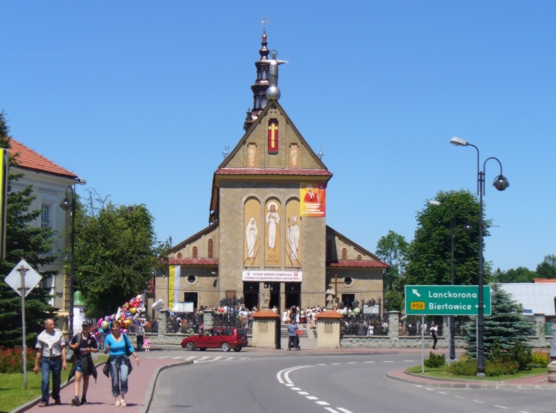
L'église de Sułkowice

- L'église